# Ратледж (Теннессі)
Ратледж (англ. Rutledge) — місто (англ. town) в США, в окрузі Ґрейнджер штату Теннессі. Населення — 1321 особа (2020).

## Географія
Ратледж розташований за координатами 36°16′49″ пн. ш. 83°31′11″ зх. д. / 36.28028° пн. ш. 83.51972° зх. д. (36.280347, -83.519845).  За даними Бюро перепису населення США в 2010 році місто мало площу 12,16 км², уся площа — суходіл. В 2017 році площа становила 14,34 км², з яких 14,33 км² — суходіл та 0,01 км² — водойми.

## Демографія
Згідно з переписом 2010 року, у місті мешкали 1122 особи в 452 домогосподарствах у складі 264 родин. Густота населення становила 92 особи/км².  Було 527 помешкань (43/км²).
Расовий склад населення:
| - 95,5 % — білих - 1,9 % — чорних або афроамериканців - 0,4 % — азіатів - 0,2 % — корінних американців - 0,1 % — вихідців з тихоокеанських островів - 1,2 % — осіб інших рас |

До двох чи більше рас належало 0,8 %. Частка іспаномовних становила 3,1 % від усіх жителів.
За віковим діапазоном населення розподілялося таким чином: 18,6 % — особи молодші 18 років, 53,1 % — особи у віці 18—64 років, 28,3 % — особи у віці 65 років та старші. Медіана віку мешканця становила 46,9 року. На 100 осіб жіночої статі у місті припадало 77,0 чоловіків;  на 100 жінок у віці від 18 років та старших — 73,9 чоловіків також старших 18 років.
Середній дохід на одне домашнє господарство  становив 38 378 доларів США (медіана — 21 500), а середній дохід на одну сім'ю — 50 970 доларів (медіана — 33 438). За межею бідності перебувало 32,1 % осіб, у тому числі 41,7 % дітей у віці до 18 років та 14,2 % осіб у віці 65 років та старших.
Цивільне працевлаштоване населення становило 415 осіб. Основні галузі зайнятості: освіта, охорона здоров'я та соціальна допомога — 26,7 %, виробництво — 16,9 %, роздрібна торгівля — 13,0 %, науковці, спеціалісти, менеджери — 10,4 %.